# Буч і фем

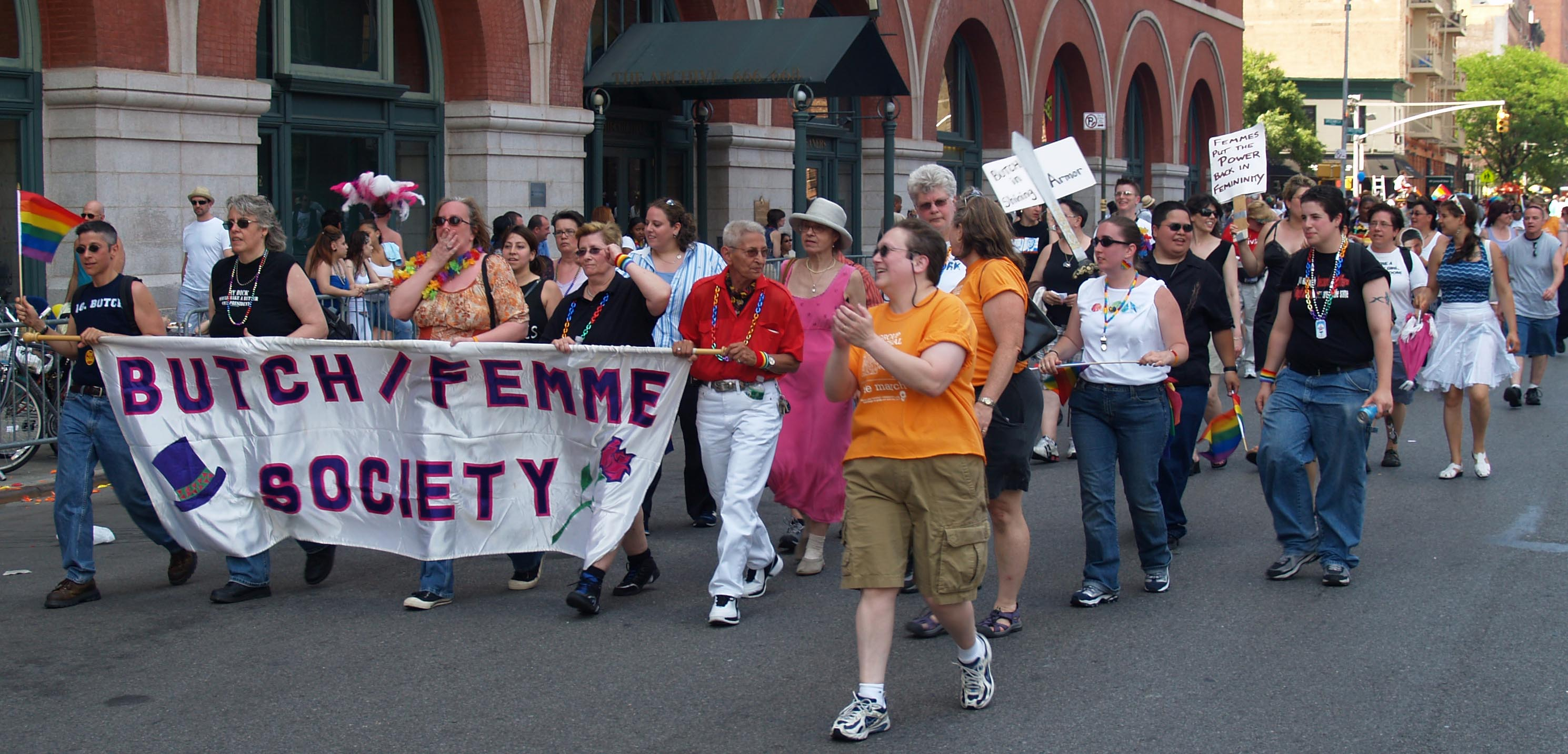
«Спільнота бучів та фем» на гей-прайді в Нью-Йорку, 2007 рік

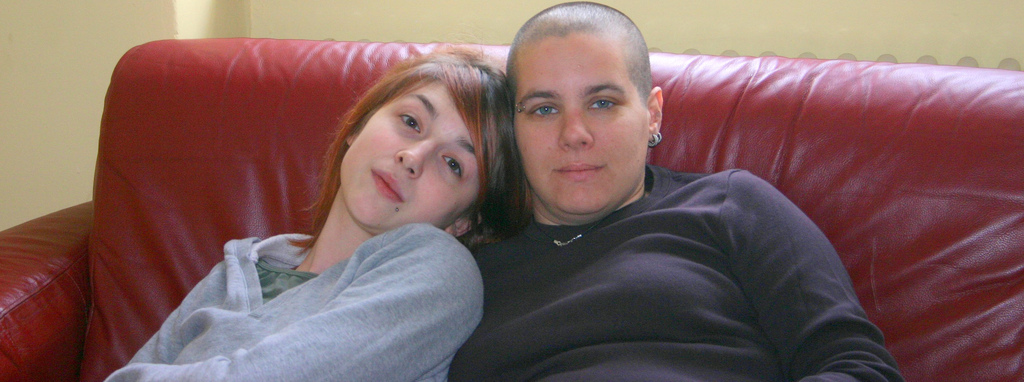
Стереотипна пара буч і фем

Буч (англ. butch) і фем (фр. femme) — терміни сленгу ЛГБТ-спільноти, кліше для позначення гендерних ролей в лесбійських в стосунках. Сучасні лесбійки поступово відходять від відносин фем/буч, які стають непопулярними в лесбійському середовищі. Сьогодні відносини фем/буч з чітким розподілом ролей та обов'язків є стереотипними й властиві, в основному, молодим лесбійкам.

## Етимологія та історія

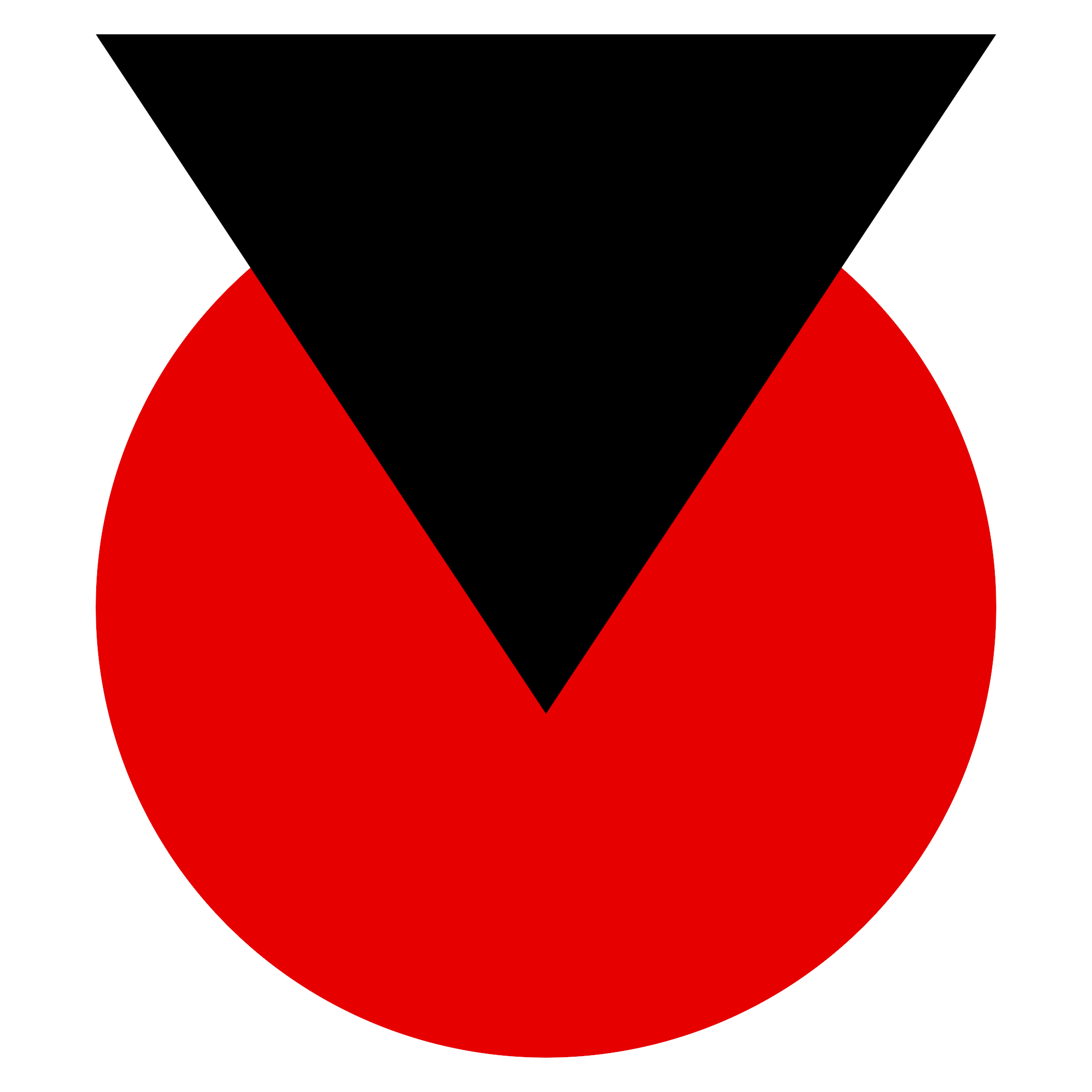
Американський буч-фем символ

Слово «femme» походить з французької та перекладається як жінка. Слово «буч» походить від англійського «butcher», що у перекладі «м'ясник».
Поділ лесбійок на «активних» бучів та «пасивних» фем починається в кінці XIX — початку XX століття, коли багато дам вищого світу мали романтичні одностатеві зв'язки. У Великій Британії в 1928 році Редкліфф Голл видає роман «Криниця самотності», що увіковічив фем/буч-сім'ю. Героїня роману Стефані Гордон стає класичним зразком буча, а її коханка Мері — класичним прикладом фем.

## Буч
Буч — маскулінна лесбійка. Бучі — «активні» лесбійки, виконують панівну роль у стосунках. «Активність» не має відношення до розподілу ролей у сексі, а говорить про маскулінну модель поведінки. Бучі піклуються про своїх коханих, оберігають і захищають їх, виконують стереотипно чоловічі обов'язки по дому, займаються важкою роботою, розвивають і підтримують маскулінні риси характеру — прагнення будувати кар'єру, піклуватись про матеріальний добробут сім'ї, бажання бути опорою для партнерки. Часто бучі воліють носити чоловічий одяг або унісекс, полюбляють татуювання і пірсинг.
Оскільки бучі видиміші в суспільстві за фем, масова свідомість схильна приймати за лесбійок тільки їх. Як правило, бучі набагато раніше, ніж фем, усвідомлюють і починають декларувати свою гомосексуальність.

## Фем
Фем — фемінна лесбійка. У стосунках виконують стереотипно «жіночу» роль, пасивно приймають залицяння партнерки. Зовні фем практично неможливо відрізнити від гетеросексуальних жінок, до них часто залицяються чоловіки.

## Критика використання термінології
Відмінності між «буч» і «фем» досить умовні. Більшість лесбійок не зараховують себе ні до однієї з цих категорій. Наприклад, серед опитаних у 1989—1990 роках американських лесбійок 18,5 % визначили себе як «фем», 14,7 % як «буч», 47,9 % визнали себе андрогінними, а 18,8 % не знайшли відповідного визначення. Суттєвої різниці в сімейному статусі, стосунках з матір'ю, домашніх ролях або в сексуальній практиці між «бучами» і «фем» не виявлено.
У культурі пострадянського простору іміджеві та поведінкові відмінності буч зазвичай куди менш радикальні, а частіше і зовсім розмиті або повністю відсутні. Більшість типових рис буч притаманні зовсім іншим групам: короткі зачіски все частіше носять гетеросексуалки, а «чоловіча» стилістика мови зустрічається серед молодих неформалок. Наслідування епатажним західним образам зазвичай повністю іміджеве і пов'язане з модами молодіжних субкультур, а ніяк не з орієнтацією дівчини. Аналогічно, будь-яка дівчина може бути помилково прийнята за фем.

## Подальше вивчання
- Braidwood, Ella (8 січня 2020). Masculinity is back! The lesbian comics rediscovering their butch side. The Guardian. Архів оригіналу за 1 травня 2021. Процитовано 1 травня 2021.
- Byers, Amber R. (2008). Lesbians in the Twentieth Century, 1900-1999: Lesbians and the 1950s. OutHistory. Архів оригіналу за 21 березня 2021. Процитовано 1 травня 2021.
- Christopher, Megan (29 вересня 2019). How Butch/Femme Subcultures Allow Gay Women to Thrive. Vice. Архів оригіналу за 10 березня 2020. Процитовано 1 травня 2021.
- Goodloe, Amy (1993). Lesbian Identity and the Politics of Butch-Femme Roles. Архів оригіналу за 20 лютого 2007.
- Halberstam, Jack (3 липня 2018). No Matter What's Gendertrending, the Butch is Here To Stay. AfterEllen. Архів оригіналу за 7 вересня 2018.
- Heuchan, Claire (30 липня 2018). No, Butch Lesbians Don't Have "Masculine Privilege". After Ellen. Архів оригіналу за 30 липня 2018.
- Robertson, Julia Diana (16 червня 2017). The Lesbians That Founded The Gay Village And The Mafia Alliance They Made For Protection. HuffPost. Архів оригіналу за 1 травня 2021. Процитовано 1 травня 2021.
- Robertson, Julia Diana (25 липня 2017). Annemarie Schwarzenbach—The Forgotten Woman—Activist, Writer & Style Icon. HuffPost. Архів оригіналу за 6 травня 2021. Процитовано 1 травня 2021.
- Robertson, Julia Diana (28 листопада 2017). A List Of 100 'Girl Meets Girl' Pairings — And Not A Butch In Sight. HuffPost. Архів оригіналу за 12 січня 2019. Процитовано 1 травня 2021.
- Webster, Madeline (27 червня 2019). Butch/Femme Relationships: A Lesbian Way of Loving. AfterEllen. Архів оригіналу за 29 жовтня 2020. Процитовано 1 травня 2021.
- Wilkinson, Sophie (30 липня 2018). what does it mean to be butch in 2018?. i-D. Архів оригіналу за 1 травня 2021. Процитовано 1 травня 2021.

Книги та журнали
- Allen, Meg (2017). Butch. Berkeley, California: Edition One. ISBN 978-0692904206.
- Burana, Lily; Roxxie; Due, Linnea, ред. (1994). Dagger: On Butch Women. Cleis Press. ISBN 978-0939416820.
- Cassell, Avery; Macy, Jon, ред. (2017). Butch Lesbians of the '20s, '30s, and '40s Coloring Book. Walnut, California: Stacked Deck Press. ISBN 978-0997048766.
- Cassell, Avery; Macy, Jon, ред. (2018). Butch Lesbians of the '50s, '60s, and '70s Coloring Book. Walnut, California: Stacked Deck Press. ISBN 978-0997048797.
- O'Sullivan, Sue (1999). I Don't Want You Anymore: Butch/Femme Disappointments (PDF). Sexualities. 2 (4): 465—473. doi:10.1177/136346099002004006. ISSN 1363-4607. S2CID 145243345. Архів оригіналу (PDF) за 27 жовтня 2003.

Збірки
- Five College Archives and Manuscript Collections [Архівовано 13 березня 2013 у Wayback Machine.], Smith College Special Collections.
- Jeanne Córdova Papers and Photographs [Архівовано 28 липня 2017 у Wayback Machine.], One National Gay & Lesbian Archives.
- ONE Subject Files Collection [Архівовано 23 серпня 2017 у Wayback Machine.], One National Gay & Lesbian Archives.
- Vintage Photographs, Isle of Lesbos, Sappho.com.